# Xolotl
Xolotl (Herre af aftenstjernen) er i aztekisk mytologi den gud der hjælper de afdøde på deres rejse til underverdenen Mictlan.